# Luftschraube

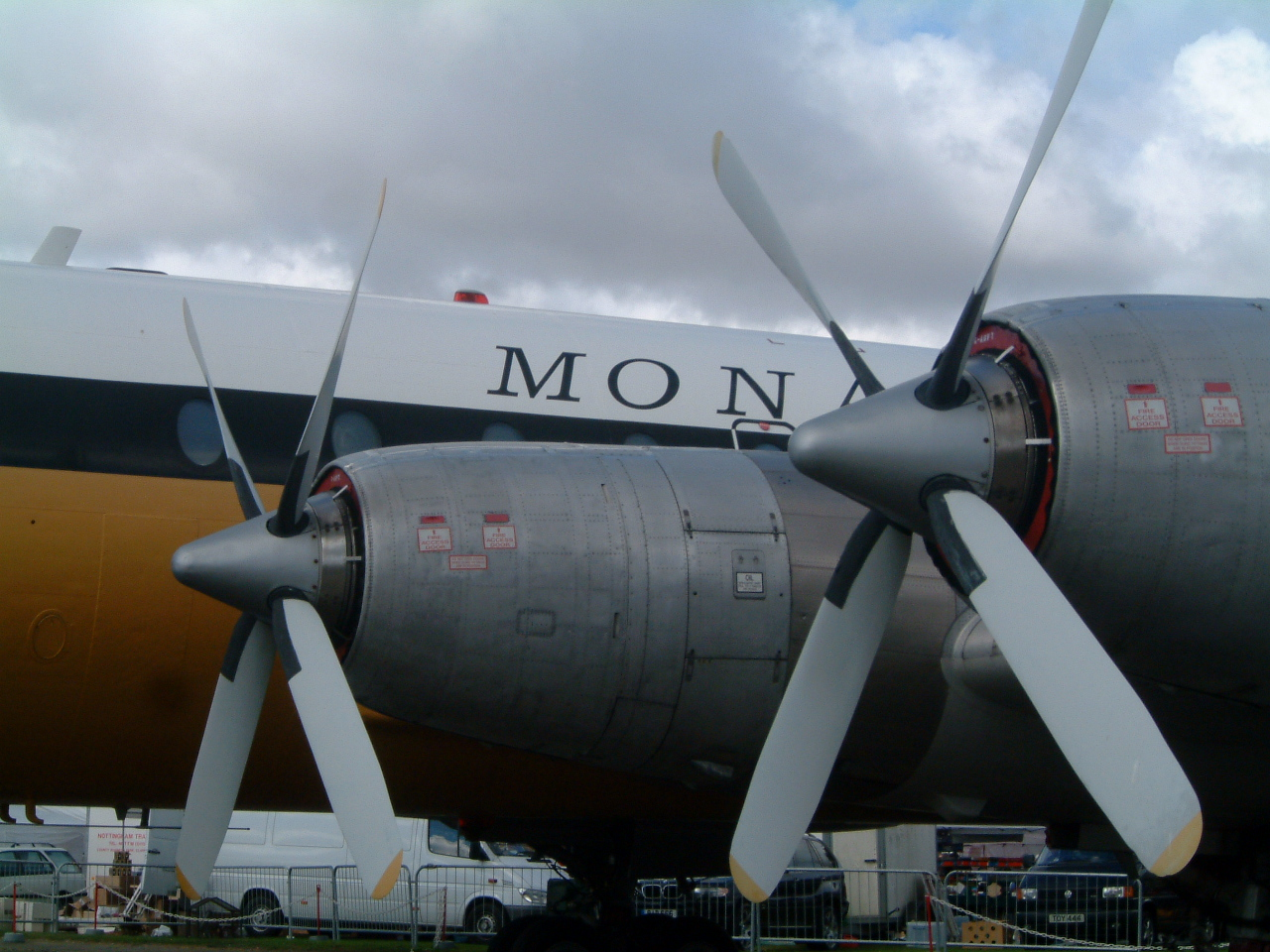
Propeller am Flugzeug

Eine Luftschraube ist ein Propeller an einem Luftfahrzeug. Sie dient dazu, aus der Wellenleistung eines Flugmotors oder einer Wellenturbine Vortrieb (Schub) zu erzeugen. 

## Technik
Prinzipiell können Luftschrauben starr oder in der Steigung verstellbar (Verstellpropeller) ausgeführt sein. Luftschrauben verfügen in der Regel über zwei oder mehr Blätter, die mit einem Profil versehen sind. In Sonderfällen werden auch einblättrige Propeller eingesetzt, bei denen an der Gegenseite ein Masseausgleich vorgesehen ist. Luftschrauben können vor dem Triebwerk (ziehende Luftschraube, Zugpropeller) oder dahinter (drückende Luftschraube, Druckpropeller) angeordnet sein. Als Werkstoffe werden Holz, Kunststoffe oder Metalle verwendet. Die stromlinienförmige Verkleidung der Nabe, auf der der Propeller mit der Achse des Antriebsmotors verbunden ist, wird als Spinner bezeichnet.
Das benötigte Drehmoment einer Luftschraube steigt mit dem Quadrat der Drehzahl, die Leistungsaufnahme steigt in der 3. Potenz. Der Wirkungsgrad einer Luftschraube ist sowohl von der Geschwindigkeit des Luftfahrzeuges als auch von der Luftschraubendrehzahl abhängig. Er entspricht dem Verhältnis des Produkts aus Schub und Geschwindigkeit zur aufgenommenen Wellenleistung. Es werden Wirkungsgrade bis etwa 90 % erreicht. Die größte mit einem Propeller wirtschaftlich erreichbare Geschwindigkeit liegt bei etwa 700 km/h für ein Flugzeug. Zur Anpassung der Antriebsdrehzahl an die optimale Luftschraubendrehzahl wird bei manchen Luftfahrzeugen ein Luftschraubengetriebe benötigt.
Verstellbare Luftschrauben werden häufig mit einer automatischen Blattsteigungsverstellung ausgerüstet, die es gestattet, ihre Drehzahl auch bei veränderter Wellenleistung konstant zu halten. Bei Ausfall eines Motors können diese Luftschrauben in eine Segelstellung gefahren werden, um den Luftwiderstand gering zu halten. Zur Unterstützung der Radbremsen und zum Manövrieren können sie auf Schubumkehr gestellt werden. Sie erzeugen so einen nach vorne gerichteten Schub. Die Verstellung erfolgt in der Regel hydraulisch oder elektrisch.
Manche Luftschrauben sind im Bereich um die Nabe herum mit elektrischen Heizelementen versehen, um Eisansatz zu verhindern. Im äußeren Bereich ist die entstehende Reibungswärme aufgrund der höheren Umfangsgeschwindigkeit so hoch, dass sich dort kein Eis mehr festsetzen kann. Eisansatz stellt in der Luftfahrt wegen der Gewichtszunahme und wegen der Änderung des aerodynamischen Profils eine Gefahr dar.
Ein Luftschraubenstrahl – die von einer Luftschraube in Bewegung gesetzte Luft, die den Schub eines Luftfahrzeuges erzeugt – kann Geschwindigkeiten von mehreren hundert km/h erreichen und ist für Personen und Gegenstände gefährlich. Deshalb ist ein Sicherheitsabstand hinter einer Luftschraube unerlässlich.

### Repeller
Eine Luftschraube kann auch umgekehrt zur Gewinnung von Energie eingesetzt werden wie bei der Ram-Air-Turbine.

## Geschichte

### Luftschiff
Um die Wende vom 19. zum 20. Jahrhundert baute der gebürtige Brasilianer Alberto Santos-Dumont in Frankreich eine ganze Reihe von Prallluftschiffen. 1894 nutzte er erstmals den Benzinmotor seines Dreirades für den Propeller eines seiner Luftschiffe. Ferdinand Graf von Zeppelin führte seit 1896 Versuche mit einem Luftschraubenboot durch, um Erfahrungen zum effizienten Einsatz der Propeller zu gewinnen, mit denen die ersten beiden Zeppelin-Luftschiffe angetrieben wurden.

### Erster Flug eines Flugzeugs
Karl Jatho vermerkt in einem Notizheft für den 18. August 1903 einen „Luftsprung“ auf der Vahrenwalder Heide bei Hannover. Im August 1933, 30 Jahre später, sollen vier Augenzeugen eine notarielle Bestätigung dazu abgegeben haben. Über den Verbleib dieser Bestätigungen und die Authentizität des Notizheftes liegen keine Informationen vor. Sein „Flugapparat“, ein mit Luftschraube ausgestatteter 12-PS-Doppeldecker mit 36 m² Flügelfläche, sei dabei „18 Meter in dreiviertel Meter Höhe“ geflogen. Jatho beschreibt im Laufe der folgenden drei Monate Verbesserungen seiner Leistungen bis zu einem 80 Meter langen Flug in einer Höhe von bis zu 2,50 m.

### Erster Flug der Brüder Wright

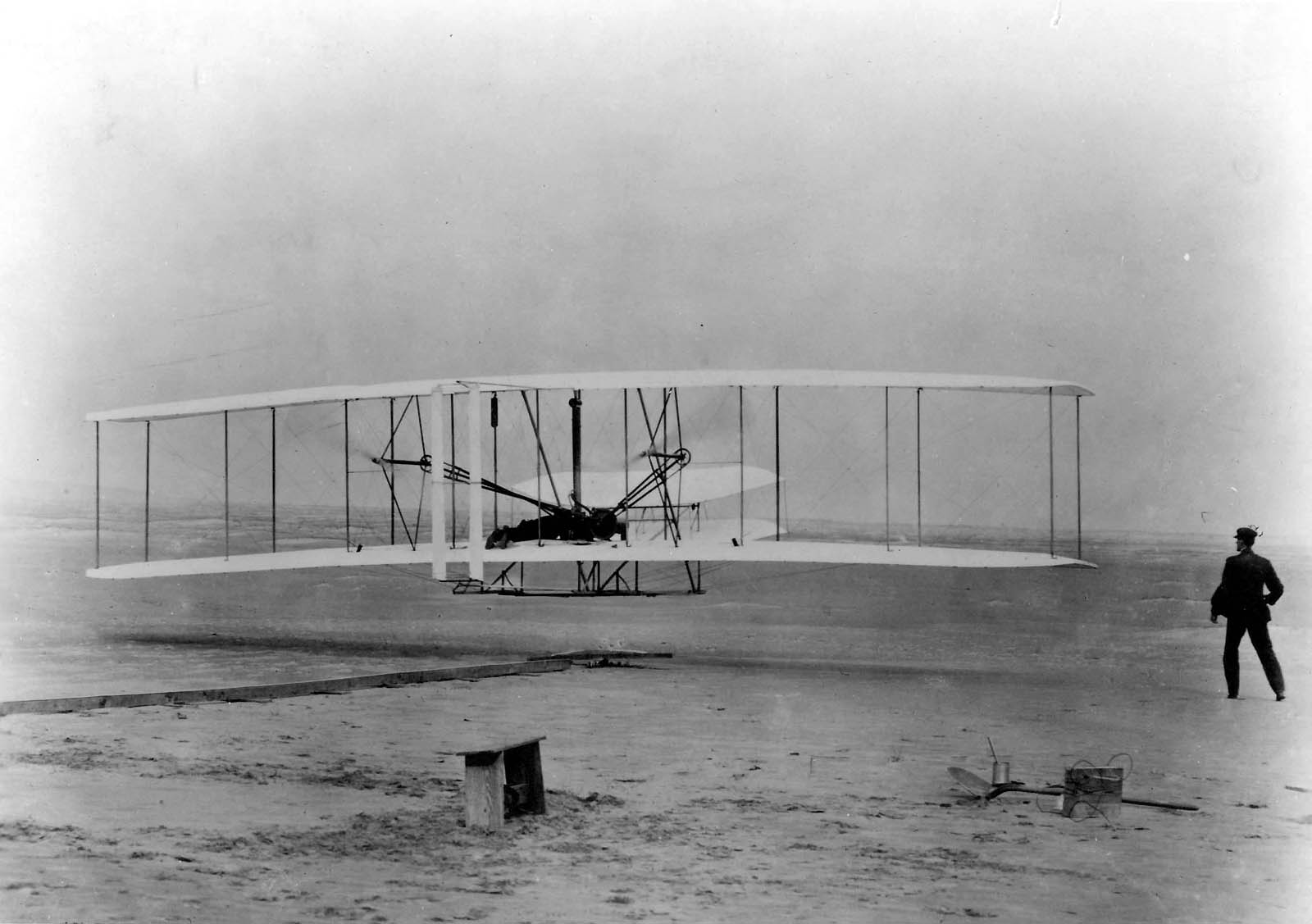
Erstflug in Kitty Hawk

Die Gebrüder Wright fertigten Propeller mit einem hohen Wirkungsgrad an und ließen sich, da nirgends ein geeignetes Triebwerk zu bekommen war, in einer Fahrradfabrik eines herstellen. Binnen kürzester Zeit entstand ein knapp 110 kg schwerer, wassergekühlter Vierzylinder-Viertakt-Benzinmotor, der 12 PS abgab. Zur Kompensation der Momente erhielt der Flugapparat zwei gegenläufige Luftschrauben, deren Antrieb über Rollenketten vonstattenging, welche in Rohren liefen, um Vibrationen zu vermeiden.
Am Vormittag des 17. Dezember 1903 startete Orville Wright zu seinem ersten Flug mit dem Flyer. Er war 12 Sekunden lang in der Luft und legte dabei 37 m zurück (10,8 km/h). Unmittelbar folgte Wilbur, jeder flog an diesem Tag zweimal. Wilbur gelang dabei ein Flug von 59 s und 260 m Flugstrecke (19 km/h). Orville sagte später darüber, es war das erste Mal in der Geschichte, dass „eine Maschine mit einem Menschen sich selbst durch ihre eigene Kraft in freiem Flug in die Luft erhoben hatte, in waagerechter Bahn vorwärts geflogen und schließlich gelandet war, ohne zum Wrack zu werden“. Die Flugmaschine maß 12,3 m in der Spannweite, 6,4 m in der Länge und 2,8 m in der Höhe, sie bestand aus Holz und einer Stoffbespannung, ihr Fluggewicht betrug 340 kg und der Pilot lag unverändert auf der unteren Tragfläche.

### Schnellstes propellergetriebenes Flugzeug

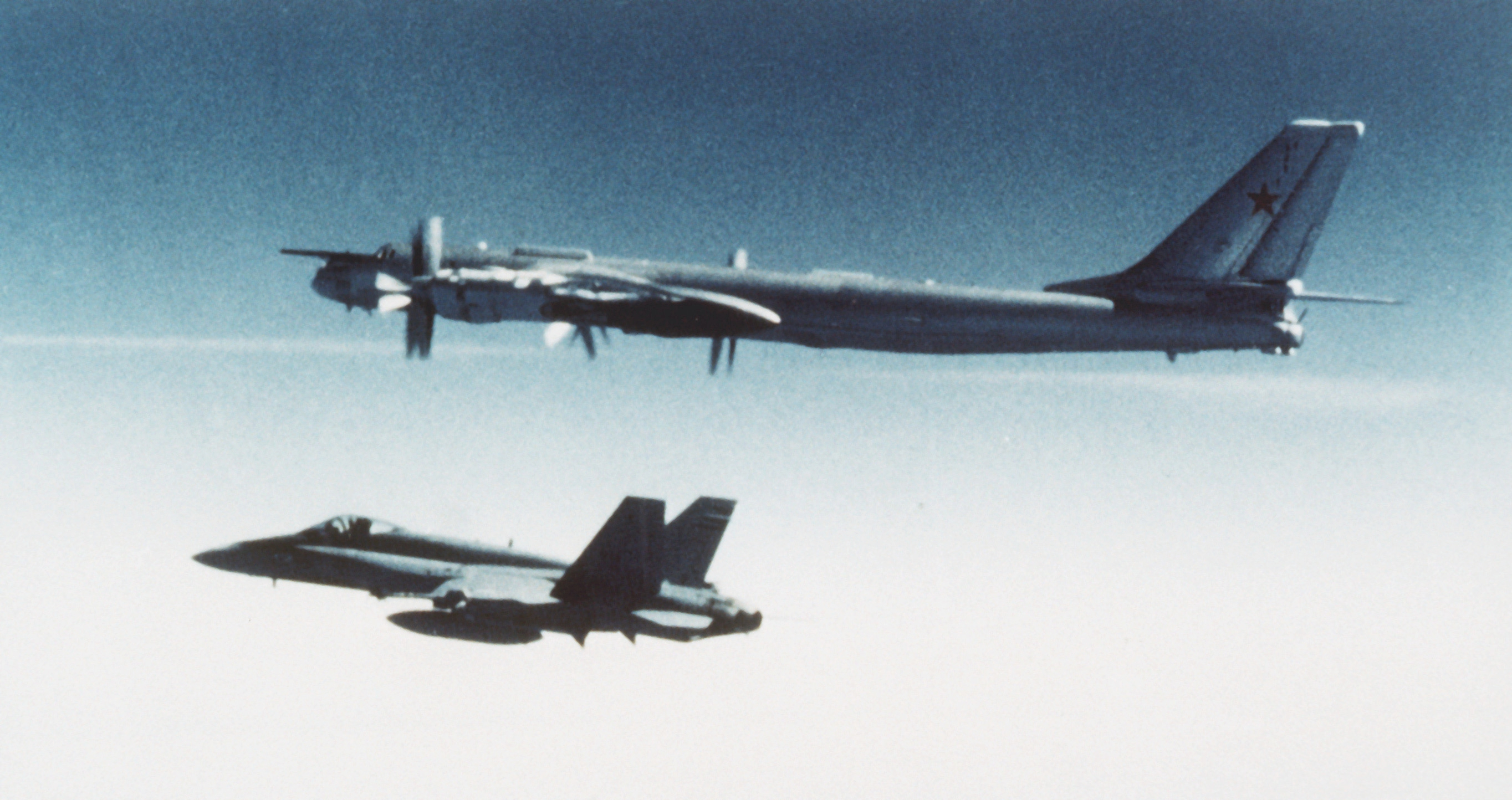
Tupolew Tu-95 und eine F/A-18

Die Quellenlage, welches propellergetriebene Flugzeug das schnellste ist, bzw. wie schnell es jeweils fliegen kann, ist uneinheitlich. Vielfach wird das 1961 in Dienst gestellte, von vier Turboprop-Triebwerken angetriebene sowjetische Verkehrsflugzeug Tupolew Tu-114 mit 871 km/h als das schnellste propellergetriebene Flugzeug geführt. Es war eine Weiterentwicklung des strategischen Bombers Tupolew Tu-95. Oft wird aber auch die Tupolew Tu-95 selbst oder der daraus abgeleitete Seeaufklärer Tupolew Tu-142 mit diversen angeblichen Spitzengeschwindigkeiten von 910 km/h bis zu 930 km/h als schnellstes propellergetriebenes Flugzeug genannt.
Das schnellste mit einem Kolbenmotor betriebene Propellerflugzeug ist eine modifizierte F8F-2 Bearcat. Im Jahr 1989 wurde damit eine Geschwindigkeit von 850 km/h erreicht.

### Größter Propeller

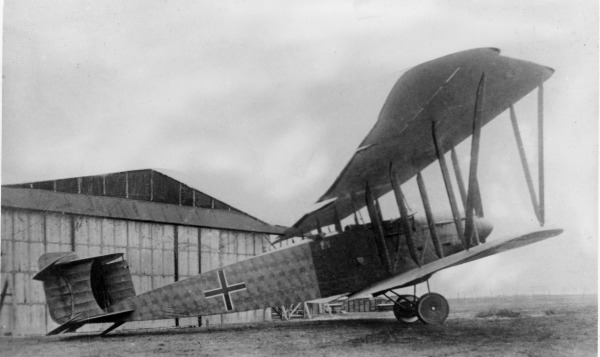
Linke Hoffmann R.II

Für den nur in zwei Prototypen gebauten Langstreckenbomber Linke Hofmann R.II für die deutsche Fliegertruppe im Ersten Weltkrieg wurde ein von vier Motoren angetriebener Propeller mit einem Durchmesser von 6,90 m verwendet.